# Het Oogziekenhuis Rotterdam
Het Oogziekenhuis Rotterdam (1874) is een gespecialiseerd ziekenhuis gericht op oogheelkunde gelegen aan de Schiedamse Vest 180 in Rotterdam.

## Kerntaken

### Patiëntenzorg
- Tweedelijns / reguliere oogheelkundige medische zorg voor met name de regio Rijnmond.
- Derdelijns- / topklinische, gecompliceerde, oogheelkundige medische zorg. Patiënten uit het hele land worden verwezen door oogartsen uit algemene ziekenhuizen en academische centra. De helft van de operaties vindt plaats bij patiënten van buiten Rotterdam.
- Niet verzekerde oogheelkundige oogzorg. Deze geschiedt in Oogziekenhuis Focuskliniek.

### Opleiding
- Het Oogziekenhuis Rotterdam heeft als perifeer ziekenhuis een academische functie met betrekking tot de opleidingsplaatsen voor basisartsen tot oogarts. Deze opleiding duurt 5 jaar. Oogartsen in opleiding werken onder supervisie van stafartsen.
- Superspecialisatie voor oogartsen, fellows, die zich in een bepaald deelgebied van de oogheelkunde verdiepen (bijvoorbeeld netvlieschirurg of hoornvlieschirurg).
- Opleiding voor medisch ondersteunend personeel waaronder de opleiding tot technisch oogheelkundig assistent (TOA).

### Onderwijs
- Onderwijs aan stagiairs en coassistenten in opleiding tot basisarts aan de Erasmus Universiteit.
- Onderwijs aan stagiairs van diverse opleidingen: verpleegkunde, medisch ondersteunde opleidingen en managementopleidingen in de zorg.

### Onderzoek
- Wetenschappelijk onderzoek is ondergebracht in het Rotterdams Oogheelkundig Instituut (R.O.I.) dat gevestigd is in het OOGhuis aan de Schiedamse Vest 160 naast Het Oogziekenhuis. Het wetenschappelijk onderzoek geschiedt vaak in samenwerking met afdelingen van het Erasmus Medisch Centrum en met andere vooraanstaande instituten en universiteiten in binnen- en buitenland.
- Naast dit medisch onderzoek vindt ook onderzoek plaats naar de kwaliteit en organisatie van de oogheelkundige zorg onder andere in samenwerking met de Katholieke Universiteit Leuven en het instituut Beleid & Management Gezondheidszorg (iBMG) van de Erasmus Universiteit.
- Om het wetenschappelijk onderzoek naar een hoger niveau te brengen is er een samenwerking met de oogheelkundige afdeling van het Erasmus MC. Voor het gezamenlijk wetenschappelijk onderzoek is er een aparte organisatie opgericht (C.O.R.R.).

## Organisatiestructuur
De volgende organisaties vallen binnen het concern Het Oogziekenhuis Rotterdam:
- Het Oogziekenhuis Rotterdam
- Oogziekenhuis Focuskliniek: levert refractiechirurgie en ooglidcorrecties op cosmetische basis.
- Het Oogzorgnetwerk: een intensief samenwerkingsverband tussen diverse aanbieders van oogzorg in Nederland, dat zich focust op het verbeteren van de kwaliteit van de oogheelkundige zorgverlening. Het voortraject (eerste lijn: huisartsen, opticiens, optometristen), het medisch handelen (tweede en derde lijn: de ziekenhuiszorg) en het natraject (vierde lijn: de revalidatiezorg, cliëntenvereniging, lotgenotencontact) maken gezamenlijk onderdeel uit van Het Oogzorgnetwerk.
- Het Rotterdams Oogheelkundig Instituut (R.O.I.): wetenschappelijk onderzoekinstituut van Het Oogziekenhuis Rotterdam.

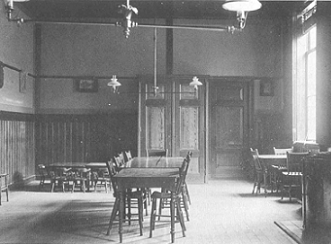
Het dagverblijf op de kinderafdeling van Het Oogziekenhuis in de Nadorststraat.

- De OOGbus

## Gebouw
Het onderkomen van Het Oogziekenhuis is een ontwerp van architect A. van der Steur. Eind 1942 werd de eerste paal geslagen, in 1943 werd de bouw door de bezetter stilgelegd. In 1948 werd het grootste oogziekenhuis van Nederland met 101 bedden officieel geopend.
Door de vele patiënten werd een uitbreiding noodzakelijk. In 1956 werd aan het bestaande pand een nieuw gedeelte toegevoegd.
De sculptuur op de toren die symbolisch het door donkere wolken brekende licht weergeeft is ontworpen en gemaakt door de Rotterdamse kunstsmid Karl Gellings (1892 - 1959).

## Verhuizing
In 2021 maakte Het Oogziekenhuis bekend plannen te hebben voor de bouw van een nieuwe locatie op het terrein van het Erasmus MC. Het Oogziekenhuis zou echter onafhankelijk blijven.
In januari 2024 maakte Het Oogziekenhuis bekend dat het terrein naast het Franciscus Gasthuis was aangewezen als nieuwe locatie voor het te bouwen ziekenhuis, dat medio 2030 in gebruik moest worden genomen.